# 利耶 (旺代省)
利耶（法語：Liez，法語發音：[lje]）是法国卢瓦尔河地区大区旺代省的一个市镇，属于丰特奈勒孔特区。

## 地理
利耶（46°22'10"N, 0°42'12"W）面积8.38 平方千米，位于法国卢瓦尔河地区大区旺代省，该省份为法国西部沿海省份，北起大西洋卢瓦尔省和曼恩-卢瓦尔省，西临大西洋，南至滨海夏朗德省，东部及东南部与德塞夫勒省接壤。
与利耶接壤的市镇（或旧市镇、城区）包括：伯内、布耶-库尔多、马耶宰、旧圣皮埃尔、圣西吉斯蒙。

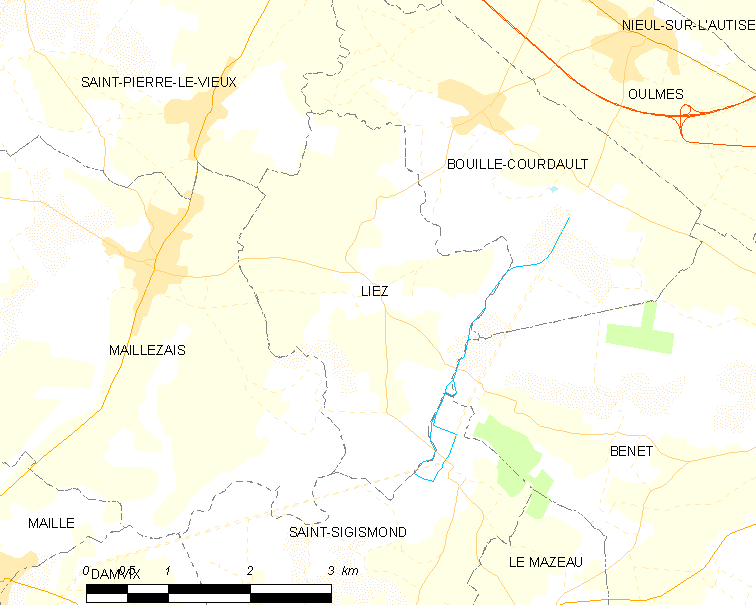
的OSM定位图

利耶的时区为UTC+01:00、UTC+02:00（夏令时）。

## 行政
利耶的邮政编码为85420，INSEE市镇编码为85123。

## 政治
利耶所属的省级选区为丰特奈勒孔特县。

## 人口

1962-2008年间人口变化图示

利耶于2022年1月1日时的人口数量为296人。